# Вендорп, Кезиа
Кезиа Вендорп (нидерл. Keziah Veendorp; 17 февраля 1997, Саппемер, Нидерланды) — нидерландский футболист, защитник.

## Клубная карьера
Начал заниматься футболом в 2005 году в команде «Фоксхол». В 2006 году перешёл в «Хогезанд», а спустя два года стал игроком молодёжной команды клуба «Гронинген» в 2008 году. В 2016 году Вендорп был вызван в первую команду «Гронингена». Дебютировал в лиге за клуб 20 февраля 2016 года, в проигранном матче с «АЗ Алкмаар» на стадионе АФАС. В этом матче сыграл 11 минут после чего, был заменён на Жуниньо Бакуна.

## Достижения
«Эммен»
- Победитель Первого дивизиона Нидерландов: 2021/22